# Чотири зустрічі з Володимиром Висоцьким
«Чотири зустрічі з Володимиром Висоцьким» — документальний чотирисерійний телефільм про Володимира Висоцького, знятий у 1987 році. Автор і ведучий фільму — Ельдар Рязанов.

## У фільмі брали участь
- Ельдар Рязанов — ведучий
- Ніна Максимівна (мати Висоцького)
- Євгенія Степанівна (мачуха Висоцького)
- Семен Володимирович (батько Висоцького)
- Марина Владі
- Станіслав Говорухін
- Всеволод Абдулов
- Вадим Туманов
- Алла Демидова
- Зінаїда Славіна
- Леонід Філатов
- Валерій Золотухін
- Едуард Володарський
- Веніамін Сміхов
- Андрій Вознесенський
- Олександр Мітта
- Михайло Швейцер
- Белла Ахмадуліна
- Булат Окуджава
- Євген Євтушенко
- Роберт Різдвяний

## Короткий зміст
Музично-публіцистична програма, знята до 50-річчя В. Висоцького, що складається з наступних частин:
- Зустріч перша: Сторінки біографії
- Зустріч друга: Висоцький — артист театру
- Зустріч третя: Висоцький у кіно
- Зустріч четверта: Поет, виконавець, музикант

## Використані пісні

### Зустріч 1
- Кораблі постоять (відео — поминки, аудіо — записи Костянтина Мустафіді[2])
- Коні вибагливі (відео — поминки, аудіо — концерт у Ленінграді, Мала сцена БДТ, 16 квітня 1980)
- Балада про дитинство (відео — зйомка RAI, аудіо — виступ у Театрі імені Євгена Вахтангова[2])
- Він не повернувся з бою (зйомка ТБ Таллінна, 1972)
- Великий Каретний (відео "МДУ для Бітті Уоррена ", ч/б)
- Про переселення душ (зйомка ТБ Грозного, 1978)[3][4]
- Вона була у Парижі (ТВ Болгарії «Замість інтерв'ю», 1975)
- Я несла своє лихо (відео — інтерв'ю з Мариною Владі, аудіо — записи Костянтина Мустафіді)
- Купола (концерт у Ленінграді, Мала сцена БДТ, 16 квітня 1980)
- Циганська пісня (відео — інтер'єр квартири, аудіо — з оркестром під керуванням Гараняна[2])

### Зустріч 2
- Б. Пастернак. Гамлет (відео з Любомиром «Московські зустрічі»)
- Діалог біля телевізора (ТВ Австрії, 5 грудня 1975)
- Я не люблю (зйомка RAI, 1979)[4][5]
- А. Вознесенський. Пісня акина (зйомка ТБ Таллінна, 1972)
- Горизонт (відео — зйомка RAI, аудіо — концерт у Торонто[2])
- Пісня стрибуна у висоту (ТБ Болгарії «Замість інтерв'ю», 1975)
- Вітрило (зйомка ТБ П'ятигорська, 14 вересня 1979)
- Якщо десь у чужій незнайомій ночі (відео — зйомка RAI, аудіо — пісні до кінофільму «Єдина дорога»[2])

### Зустріч 3
- Вершина (зйомка ТБ Таллінна, 1972)
- Справи («Короткі зустрічі»)
- У дорогу («Єдина дорога»)
- Куплети Бенгальського («Небезпечні гастролі»)
- Дерев'яні костюми («Інтервенція»)[4][6]
- Лист (Кінопроба до фільму «Друга спроба Віктора Крохіна»)
- Лекція ув'язненого (відео «МДУ для Бітті Уоррена», ч/б)
- Балада про зброю (кінопроба до фільму «Втеча містера Мак-Кінлі»)[4][7]
- Про новий час (зйомка ТБ Таллінна, 1972)

### Зустріч 4
- Погоня (зйомка WDR, 12 грудня 1975)[4][8]
- Інструктаж (ТВ Австрії, 5 грудня 1975)
- Бермудський трикутник (зйомка RAI, 1979)[4][5]
- Про поетів і фатальні дати (ТВ Австрії, 5 грудня 1975)
- Попурі з блатних пісень (відео — фотографії Висоцького, аудіо — концерт у Торонто)[6]
- Пісня мікрофона (ТВ Болгарії «Замість інтерв'ю», 1975)
- Полювання з вертольота (зйомка RAI, 1979)[4][9]
- Чутки (ТВ Болгарії «Замість інтерв'ю», 1975)
- Як-винищувач (зйомка ТБ Таллінна, 1972)
- Чужа колія (відео — зйомка похорону, аудіо — МІНХ ім. Плеханова, 1980)[4][10]
- Я зі справи пішов (відео — інтер'єр квартири, аудіо — запис у Бабека Серуша)[3][4]